# Dystans etniczny
Dystans etniczny – stopień izolowania się społeczeństwa czy tolerowanie przez nie grup mniejszościowych. Określa się go za pomocą skali dystansu społecznego stworzonej przez amerykańskiego psychologa Emory’ego Bogardusa, na której badana osoba może wyrazić opinię, czy zgodzi się:
- pozbawić ich prawa do zamieszkania w swoim kraju,
- tylko odwiedzić swój kraj,
- udzielić im prawa obywatelstwa w swoim kraju,
- by osoby te pracowały w kraju w zawodzie, który ona wykonuje,
- by uczęszczały wraz z nią (lub jej dziećmi) do szkoły i były szkolnymi kolegami,
- by osoby te mieszkały na tej samej ulicy i były jej sąsiadami,
- by byli jej przyjaciółmi,
- by stali się członkami jej rodziny poprzez małżeństwo.